# Trsteno (Tuhelj)
Trsteno is een plaats in de gemeente Tuhelj in de Kroatische provincie Krapina-Zagorje. De plaats telt 152 inwoners (2001).